# Dead Space (serie)
Dead Space es una franquicia creada por Glen Schofield, desarrollada por Visceral Games y publicada por Electronic Arts. La misma trata de una serie de videojuegos de géneros de terror y  disparos en tercera persona, que también incluye dos películas, una serie de cómics y una novela. La serie comenzó en 2008 con un videojuego del mismo nombre destinado a ser, en palabras de Schofield, «el juego más terrorífico que podíamos hacer»; este fue un éxito y dio lugar a una precuela y más tarde a una secuela estrenada en 2011.
Cada entrega de la serie Dead Space es una continuación o ampliación de una historia continua que se inició con el lanzamiento del primer juego. Dead Space está ambientado en un universo de ciencia ficción en el siglo 26 y con los ambientes, armas y personajes típicos del género. La cronología de la serie no se presenta en un formato lineal, con secciones de la historia presentadas en forma de precuelas y secuelas, y en diferentes medios aparte de los videojuegos.
Hasta ahora la serie ha sido un éxito a nivel crítico y comercial, vendiendo más de 8 millones de copias en todo el mundo. El primer juego y su secuela recibieron críticas muy positivas de la mayoría de los críticos, siendo el primero de estos el que recibió una serie de premios de la industria por varios y distintos elementos de su jugabilidad y desarrollo. El 4 de marzo de 2013, se comunicó que Electronic Arts había pausado la producción del Dead Space 4 debido a las bajas ventas de Dead Space 3.

## Serie principal

### Dead Space
Fue lanzado para Xbox 360 y PlayStation 3 el 14 de octubre de 2008; para Microsoft Windows en Norteamérica el 20 de octubre de 2008 y en Europa en el 24 de octubre de 2008.

### Dead Space 2
El juego se desarrolla desde el punto de vista de Isaac Clarke, el protagonista de la anterior entrega. Se lanzó el 25 de enero de 2011 en Estados Unidos y el 27 en Europa.

### Dead Space 3
El juego fue anunciado en el E3 2012 el 4 de junio de 2012 y es la tercera entrada principal de la serie Dead Space. El juego salió a la venta el 5 de febrero de 2013 en Norteamérica y el 8 de febrero en Europa. En esta entrega se intensificó la cantidad de acción, dejando algo atrás la sensación de miedo. Esto causó graves críticas por parte de los jugadores, y por consiguiente una caída en ventas. Ciertos rumores se expandieron por la red acerca de que la saga fue cancelada por las pocas ventas de este último título. EA desmintió esto cuando declaró que la saga simplemente estaba pausada temporalmente, pues se encontraban trabajando en proyectos más grandes.

### Dead Space: Remake
Dead Space es un videojuego de horror de supervivencia de disparos en tercera persona desarrollado por Motive Studio y publicado por Electronic Arts (EA). Un remake del juego de 2008 del mismo nombre desarrollado por la difunta EA Redwood Shores (que, a partir de 2009 hasta 2017, se llamó Visceral Games). Su lanzamiento fue el 27 de enero de 2023, para PlayStation 5, Windows y Xbox Series X/S. Es el primer lanzamiento de la serie Dead Space desde Dead Space 3 de 2013, y la primera remasterización de la misma.

## Spin-offs
- Dead Space: Extraction :

es un videojuego del estilo rail-shooter, precuela de Dead Space, que salió en exclusiva para las plataformas WII y posteriormente Playstation 3. Dead Space: Extraction toma lugar antes de los eventos de Dead Space. Ocurrido en el año 2508. La historia sigue a un grupo de cuatro supervivientes, Lexine Murdoch, Nathan McNeill, Gabe Weller y Warren Eckhardt, quienes intentan escapar de la pesadilla del brote de los Necromorfos tanto en la colonia de Aegis VII como en la USG Ishimura. La historia se entrelaza con la historia de Dead Space y ofrece luces sobre ciertos eventos en la trama del segundo.
- Dead Space Ignition :

Dead Space: Ignition, es el prólogo en formato de cómic animado interactivo de Dead Space 2. Es contenido adicional descargable.
En Dead Space: Ignition descubriremos los hechos previos a la historia de Dead Space 2 y tendremos que ayudar a un grupo de supervivientes a escapar de los mutantes, pirateando puertas y varios sistemas electrónicos. Incluirá 3 minijuegos de pirateo y una narrativa parecida a la de las novelas de "Elige tu propia aventura". Además con Dead Space: Ignition será posible desbloquear un nuevo traje para Isaac Clarke, el protagonista de Dead Space 2.
- Dead Space (móvil):

Dead Space (móvil), también conocido como Dead Space iOS, se refiere al juego construido para las plataformas móviles con sistema iOS (iPhone/iPad), Android y BlackBerry 10.
El jugador toma el papel de un personaje superviviente conocido como Vandal, un uniólogo recién convertido, en las minas de la Estación Titán, la mayor luna de Saturno. Vandal es conducido a través del juego por otros dos personajes, Tyler Radikov y el director Hans Tiedemann. El juego tiene lugar en el mismo periodo de Dead Space: Ignition, y tres años después de los acontecimientos de Dead Space.
- Dead Space 2: Severed (DLC):

es un Paquete de Contenido Descargable (DLC por sus siglas en inglés) de dos capítulos para Dead Space 2. El juego toma lugar en The Sprawl y sigue la historia de Gabe Weller y Lexine Murdoch. El DLC fue publicado el 1º de marzo en Estados Unidos y el 2 de marzo en Europa en Xbox Live y PlayStation Network por 560 Puntos Microsoft y US$6.99/6.99 Euro respectivamente. Establecida tres años después de los eventos de Dead Space: Extraction, Gabe Weller ahora trabaja para The Sprawl Security. Durante un patrullaje en las minas de Titán, se desata el brote de los Necromorfos. Así, Gabe debe luchar en su recorrido hacia the Sprawl, encontrar a Lexine y escapar de la estación infestada. La historia de Gabe Weller transcurre de forma paralela a las experiencias de Isaac Clarke en la campaña principal de Dead Space 2, y esto puede notarse a través de Severed mientras Gabe tropieza con los restos de las varias luchas de Isaac.
- Dead Space 3: Awakened (DLC):

Awakened es la primera expansión del juego Dead Space 3, el DLC toma lugar luego de los eventos del juego principal. Este contenido muestra "contenido peturbadores" jamás visto en Dead Space y fue puesto en liberación el 12 de marzo de 2013.

## Otros medios

### Películas
- Dead Space: Perdición
- Dead Space: Aftermath

### Novelas
- Dead Space: Martyr
- Dead Space: Catalyst
- Dead Space: Salvage (Novela gráfica)
- Dead Space: Liberation (Novela gráfica)